# Zapasy na Letnich Igrzyskach Olimpijskich 1960 – kategoria do 52 kg w stylu wolnym
Zmagania mężczyzn do 52 kg to jedna z ośmiu męskich konkurencji w zapasach w stylu wolnym rozgrywanych podczas Letnich Igrzysk Olimpijskich 1960. Pojedynki w tej kategorii wagowej odbyły się w dniach 1 – 6 września.
Punktacja opierała się na systemie "złych punktów karnych". Zwycięzca otrzymywał zero punktów za wygraną przez "tusz" (łopatki), a jeden punkt za wygraną na punkty. Dwa punkty przyznawano zawodnikom za remis. Za porażkę na punkty zawodnik otrzymywał trzy punkty, a za przegraną na łopatki przyznawano 4 punkty karne. Uzyskanie sześciu lub więcej punktów eliminowało zapaśnika z turnieju. Najlepsza trójka walczyła w rundzie finałowej. 

## Klasyfikacja[1]
| Pozycja | Nazwisko                | Kraj              |
| ------- | ----------------------- | ----------------- |
| 1       | Ahmet Bilek             | Turcja            |
| 2       | Masayuki Matsubara      | Japonia           |
| 3       | Ebrahim Sejfpur         | Iran              |
| 4       | Paul Neff               | Niemcy            |
| 5       | Gray Simons             | Stany Zjednoczone |
| 6       | Ali Alijew              | ZSRR              |
| 7       | Nikola Vasilev Dimitrov | Bułgaria          |
| 8       | André Zoete             | Francja           |
| 9       | Din Nawab               | Pakistan          |
| 10      | Carlo Vitrano           | Włochy            |
| 11      | Lesław Kropp            | Polska            |
| 12      | Jorge Rosado            | Meksyk            |
| 13      | Dieter Gröning          | Australia         |
| 13      | Väinö Rantala           | Finlandia         |
| 13      | Faiz Mohammad Khakshar  | Afganistan        |
| 13      | Bengt Frännfors         | Szwecja           |
| 13      | Seán O’Connor           | Irlandia          |

## Wyniki

### Pierwsza runda[2]
| Zwycięzca               | Punkty karne | Wynik     | Przegrany              | Punkty karne |
| ----------------------- | ------------ | --------- | ---------------------- | ------------ |
| Din Nawab               | 0            | Łopatki   | Seán O’Connor          | 4            |
| Ahmet Bilek             | 1            | Na punkty | Masayuki Matsubara     | 3            |
| Gray Simons             | 0            | Łopatki   | Bengt Frännfors        | 4            |
| Ali Alijew              | 0            | Łopatki   | Faiz Mohammad Khakshar | 4            |
| Lesław Kropp            | 0            | Łopatki   | Jorge Rosado           | 4            |
| André Zoete             | 0            | Łopatki   | Väinö Rantala          | 4            |
| Ebrahim Sejfpur         | 0            | Łopatki   | Dieter Gröning         | 4            |
| Paul Neff               | 1            | Na punkty | Carlo Vitrano          | 3            |
| Nikola Vasilev Dimitrov | 0            | Bez walki |                        |              |

### Druga runda[3]
| Zwycięzca          | Punkty karne | Wynik     | Przegrany               | Punkty karne |
| ------------------ | ------------ | --------- | ----------------------- | ------------ |
| Din Nawab          | 1            | Na punkty | Nikola Vasilev Dimitrov | 3            |
| Masayuki Matsubara | 3            | Łopatki   | Seán O’Connor           | 8            |
| Ahmet Bilek        | 1            | Łopatki   | Gray Simons             | 4            |
| Ali Alijew         | 0            | Łopatki   | Bengt Frännfors         | 8            |
| Jorge Rosado       | 4            | Łopatki   | Faiz Mohammad Khakshar  | 8            |
| André Zoete        | 0            | Łopatki   | Lesław Kropp            | 4            |
| Ebrahim Sejfpur    | 0            | Łopatki   | Väinö Rantala           | 8            |
| Paul Neff          | 1            | Łopatki   | Dieter Gröning          | 8            |
| Carlo Vitrano      | 3            | Bez walki |                         |              |

### Trzecia runda[4]
| Zwycięzca               | Punkty karne | Wynik     | Przegrany     | Punkty karne |
| ----------------------- | ------------ | --------- | ------------- | ------------ |
| Nikola Vasilev Dimitrov | 3            | Łopatki   | Carlo Vitrano | 7            |
| Masayuki Matsubara      | 3            | Łopatki   | Din Nawab     | 5            |
| Ali Alijew              | 1            | Na punkty | Ahmet Bilek   | 4            |
| Gray Simons             | 4            | Łopatki   | Jorge Rosado  | 8            |
| Ebrahim Sejfpur         | 0            | Łopatki   | Lesław Kropp  | 8            |
| Paul Neff               | 1            | Łopatki   | André Zoete   | 4            |

### Czwarta runda[5]
| Zwycięzca          | Punkty karne | Wynik     | Przegrany               | Punkty karne |
| ------------------ | ------------ | --------- | ----------------------- | ------------ |
| Masayuki Matsubara | 3            | Łopatki   | Nikola Vasilev Dimitrov | 7            |
| Ahmet Bilek        | 4            | Łopatki   | Din Nawab               | 9            |
| Gray Simons        | 5            | Na punkty | Ali Alijew              | 4            |
| Ebrahim Sejfpur    | 0            | Łopatki   | André Zoete             | 8            |
| Paul Neff          | 1            | Bez walki |                         |              |

### Piąta runda[6]
| Zwycięzca          | Punkty karne | Wynik     | Przegrany   | Punkty karne |
| ------------------ | ------------ | --------- | ----------- | ------------ |
| Ahmet Bilek        | 4            | Łopatki   | Paul Neff   | 5            |
| Masayuki Matsubara | 4            | Na punkty | Gray Simons | 8            |
| Ebrahim Sejfpur    | 0            | Łopatki   | Ali Alijew  | 8            |

### Szósta runda[7]
| Zwycięzca          | Punkty karne | Wynik     | Przegrany       | Punkty karne |
| ------------------ | ------------ | --------- | --------------- | ------------ |
| Masayuki Matsubara | 4            | Łopatki   | Paul Neff       | 9            |
| Ahmet Bilek        | 5            | Na punkty | Ebrahim Sejfpur | 3            |

### Siódma runda[8]
| Zwycięzca          | Wynik     | Przegrany                                      |
| ------------------ | --------- | ---------------------------------------------- |
| Ahmet Bilek        | Na punkty | Masayuki Matsubara (zaliczony wynik z I rundy) |
| Ahmet Bilek        | Na punkty | Ebrahim Sejfpur (zaliczony wynik z VI rundy)   |
| Masayuki Matsubara | Na punkty | Ebrahim Sejfpur                                |